# Ivan Sjmeljov

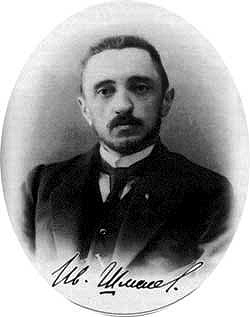
Ivan Sjmeljov

Ivan Sergejevitj Sjmeljov (ryska: Иван Сергеевич Шмелёв), född 3 oktober (gamla stilen: 21 september) 1873 i Moskva död 24 juni 1950 i Paris, var en rysk författare, mest känd för sina idylliska skildringar av livet i utkanten av Moskva före revolutionen sett ur ett barns perspektiv. Hans mest kända bok i Ryssland, Herrens år, [лето господне] fungerar närmast som ett uppslagsverk i de ryska traditionerna kring året.

## Svenska översättningar
- Kypare! (Čelovek iz restorana) (översättning Ruth Wedin Rothstein) (Bonnier, 1926)
- Gamla Valamo: en dokumentär skildring av ett besök år 1895 på den legendariska klosterön i Ladogasjön (Staryj Valaam) (översättning Gabriella Oxenstierna) (Åsak, 1988)
- Pilgrimsresan: en dokumentär skildring i romanens form av en pilgrimsresa år 1879 till Sergius-Treenighetsklostret utanför Moskva (Bogomolie) (översättning Gabriella Oxenstierna) (Åsak, 1990)